# Астеріон (анатомія)

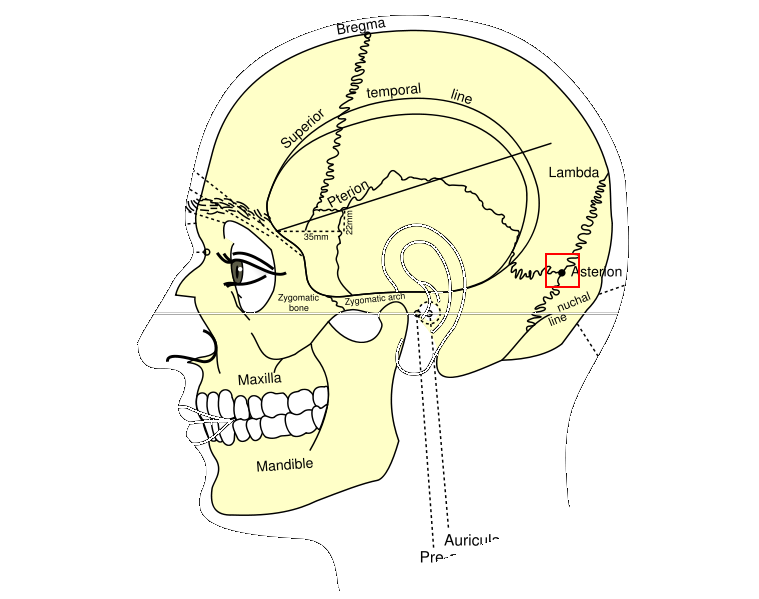
Вигляд черепа збоку. Астеріон позначений справа

Астеріон (asterion, ast) — краніометрична точка на нижньо-бічній поверхні черепа, в місці сходження ламбдоподібного, потилично-соскоподібного і тім'яно-соскоподібного швів. Таким чином, це місце стику трьох кісток: потиличної, тім'яної і кам'янистої частини скроневої кістки.
Назва походить від грец. αστηρ — «зірка».
У дітей відповідає розташуванню зірчастого тім'ячка.
У дорослих знаходиться на 4 см дозаду і 12 мм вгору зовнішнього слухового проходу.
Використовується в краніометричних дослідженнях, а також при нейрохірургічних операціях для орієнтування і безпечного проникнення в порожнину черепа.